# Кошкалы

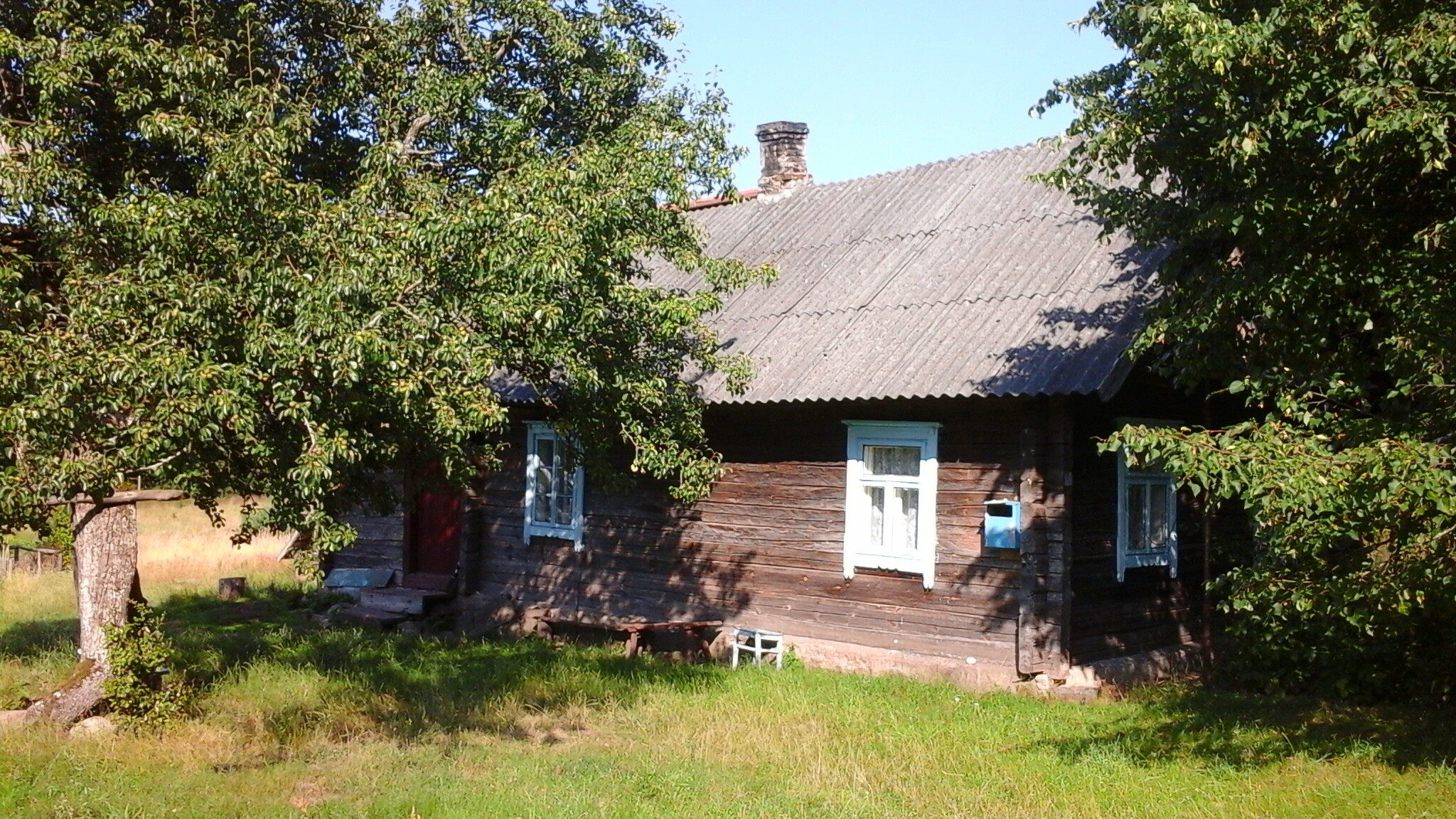
Деревенский дом

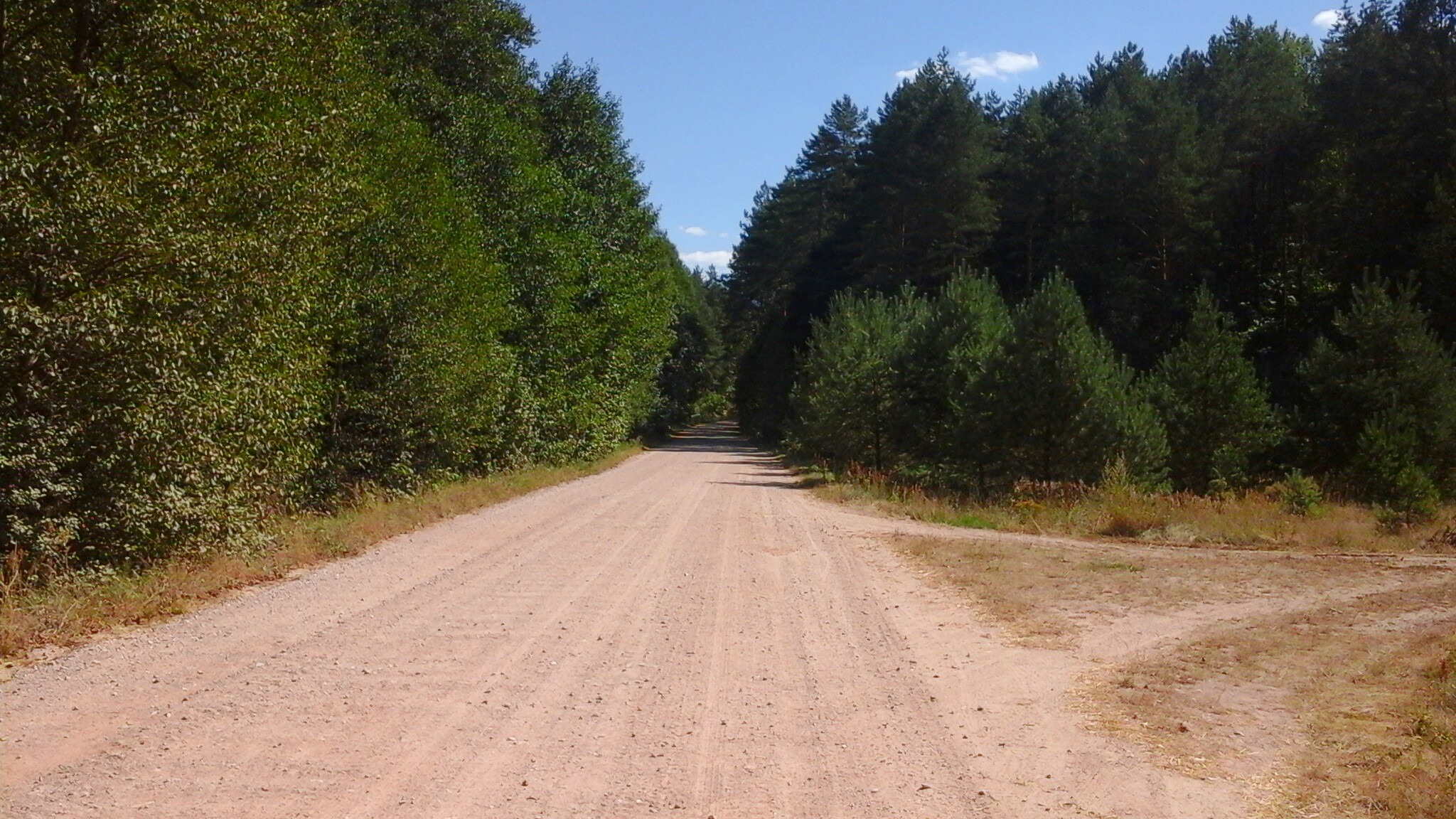
Дорога

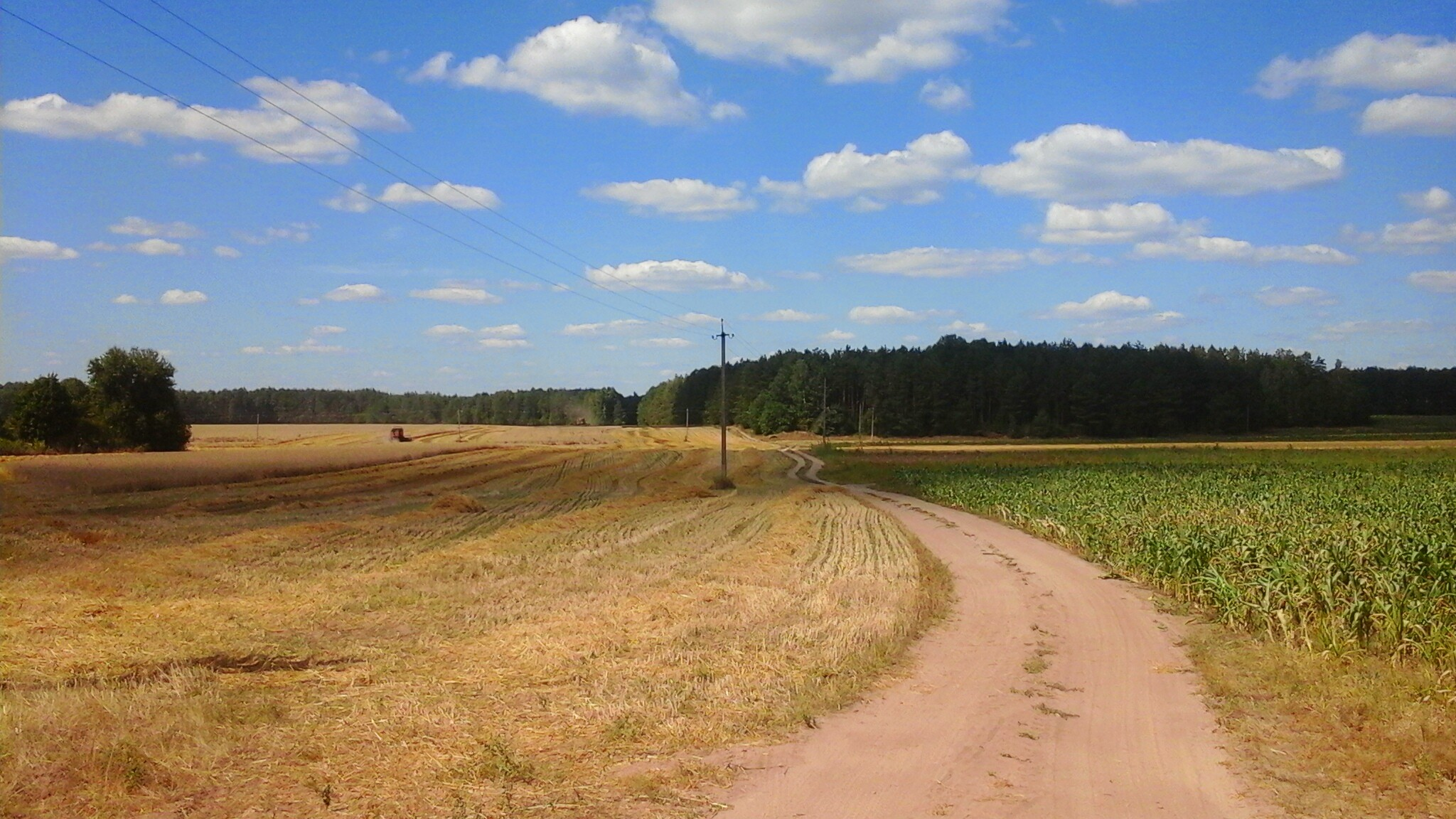
Поля в окрестностях деревни

Кошкалы́ (бел. Кашкалы) — деревня в Вензовецком сельсовете Дятловского района Гродненской области Белоруссии. Численность населения деревни — 15 человек (2015). Площадь сельского населённого пункта составляет 23,62 га, протяжённость границ — 3,34 км.

## География
Кошкалы расположены в 5 км к юго-западу от Дятлово, 137 км от Гродно, 20 км от железнодорожной станции Новоельня. С ближайшими населёнными пунктами деревня связана автомобильными дорогами местного значения Н6662 Гиричи — Кошкалы — Лудичи и Н7299 Вензовец — Кошкалы. В 3 км от деревни проходит магистраль М11 E 85 Граница Литовской Республики — Лида — Слоним — Бытень.

## История
В 1887 году Кошкалы — деревня в Пацевской волости Слонимского уезда Гродненской губернии. В Кошкалах насчитывалось 22 дома, проживало 122 человека. В 1905 году численность населения деревни возросла до 130 жителей.
В 1921—1939 годах Кошкалы находились в составе межвоенной Польской Республики. В этот период деревня относилась к сельской гмине Пацевщина Слонимского повята Новогрудского воеводства. В сентябре 1939 года Кошкалы вошли в состав БССР.
В 1996 году Кошкалы входили в состав колхоза «Красный Октябрь». В деревне имелось 25 домохозяйств, проживало 48 человек.
Согласно переписи населения 2009 года, в Кошкалах проживало 27 человек.

## Инфраструктура
Социальная инфраструктура в деревне отсутствует. Трижды в неделю в Кошкалы приезжает автолавка.

## Транспорт
Через деревню проходит автобусный маршрут Дятлово — Пацевщина.